# Viola cyathiformis
Viola cyathiformis är en violväxtart som beskrevs av Wilhelm Becker. Viola cyathiformis ingår i släktet violer, och familjen violväxter. Inga underarter finns listade i Catalogue of Life.